# Rudzieja (przystanek kolejowy)
Rudzieja (biał. Рудзея; ros. Рудея) – przystanek kolejowy w pobliżu miejscowości Antonauka, w rejonie czauskim, w obwodzie mohylewskim, na Białorusi. Leży na linii Osipowicze – Mohylew – Krzyczew.
Nazwa pochodzi od przepływającej w pobliżu rzeki Rudziei.